# Eristalinus haplops
Eristalinus haplops là một loài ruồi trong họ Ruồi giả ong (Syrphidae). Loài này được Wiedemann mô tả khoa học đầu tiên năm 1830. Eristalinus haplops phân bố ở vùng châu Phi